# زاوية سيدي أحمد التيجاني

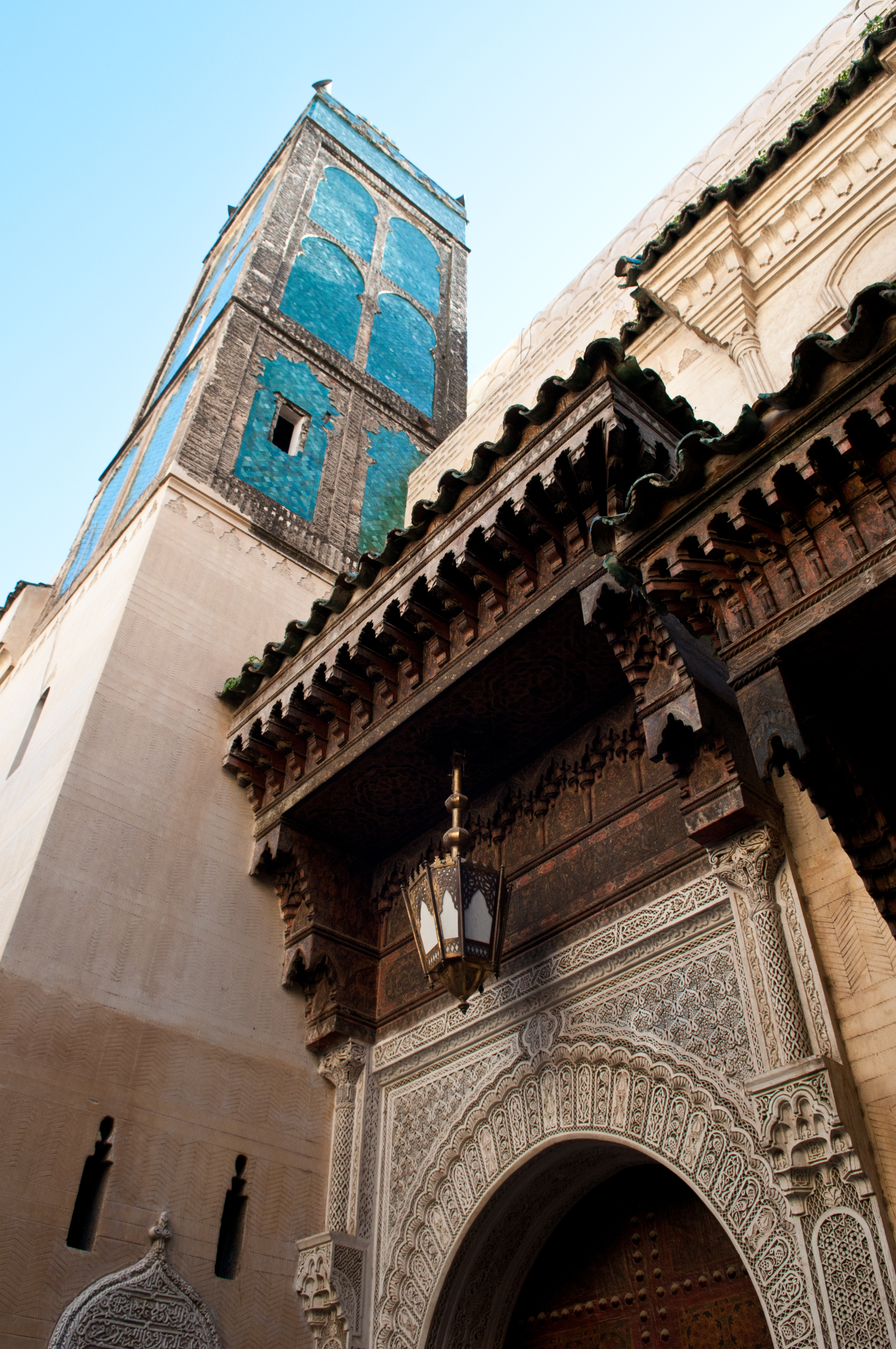
زاوية سيدي أحمد التيجاني

زَاوِيَة سِيدِي أَحْمَد التِّيجَانِي أو الزَّاوِيَة التِّجانِيَّة هي مُجَمَّعٌ دينيٌ إسلاميٌ للتعليم وإحياء الذكرى بمدينة فاس المغربيَّة. يقعُ المبنى داخِلَ فاس البالي، الحي القديم للمدينة. وبصفةٍ أكثر تحديدًا، يقع في حي البليدة، بالقُرب من جامعة القرويين. وهو مكرَّسٌ لمؤسس الطَّريقة التيجانيَّة في القرن 18، الشيخ أحمد التيجاني الذي دُفن في الموقع. وهِيَ مِن بين الزوايا العديدة المُخصصة للتجاني. يتميز المجمع عن واجهات مُزخرفة للغاية تواجه الشارع ومئذنة باللون الفيروزي.

## الوصف

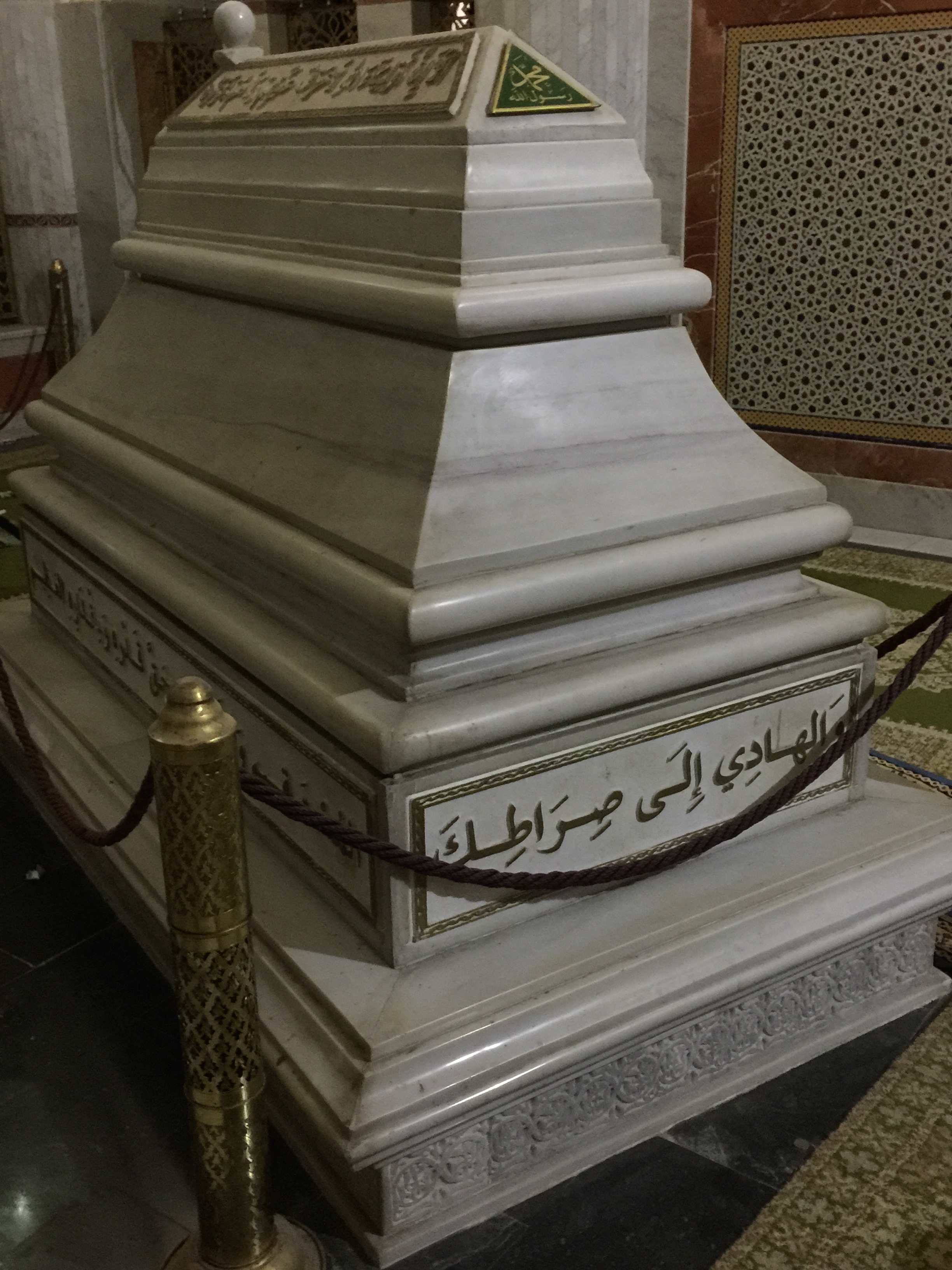
ضريح سيدي أحمد التيجاني داخِلَ الزَّاوية

بدأ التيجاني البناء بعدَ البحث هو ورفاقه عن المكان المُناسب لبناء مُؤسَّسَتهم في فاس وزاروا عدَّة مساجدٍ لاعتبارات. في نهاية المطاف، اختاروا حي البليدة مكانًا للبناء، الذي كانَ يُعرف آنذاك باسم الدردس. كانَ هُناك بالفعل زاوية في المكان بناها رجلٌ يعرف باسم سيدي اللحبي. اشترى التيجاني الأرض من ماله الخاص الذي كان يُعتبر حلالاً. كما حصلَ على الدعم المالي مِنَ الأمير مولاي سُليمان. بعد وفاة التيجاني دُفن في الموقع. لم يُسمحُ للزاوية بزيارتها لأنها تطلب ثقة أفراد المُجتمع. كما يُحظر صراحةً دفن أي أشخاص آخرين. وكانَ الصحابة قد اشتروا رخامًا ونقحوا فيه اقتباس التيجاني، الذي وردَ أنَّ أي شخص مدفون في الموقع سيذهب إلى الجحيم. يقع الرخام في الساحة المركزية أمام المدخل القديم.
جُدِّدَ المبنى عدة مرَّاتٍ، بِمستوياتٍ مختلفةٍ من الإضافات إلى ميزته. في عام 1881، أُضيفَ لهُ مِحرابٌ جديدٌ. في عام 1895، بُنيت ساقية جديدة (نافورة عامة عربية) وبوابة مدخل. في عام 1901 أضيفت بعضُ الزخارف والنقوش الجديدة إلى الجدار أمام القبر. في عام 1903، بُنيَ مكانٌ للزِّيارة. من أجل زيارة الزاوية (عادة للزيارات)، يُلزم الاتصال بأعضاء الطريقة التيجانية التي سَتُخطرُ في النهاية إلى مُشرِّف المُؤسسة. بمجرد إجراء الاتصال، سيلتقي الزوار بالأعضاء أمام الزاوية ويُطلب منهم تلاوة بعض الآيات لتكريم الشيخ قبلَ الدخول.